# Arcadie
Pour les articles homonymes, voir Arcadie (homonymie).
Pour les articles ayant des titres homophones, voir Arkady et Arcady (homonymie).
Ne doit pas être confondu avec Acadie.
L'Arcadie (en grec ancien : Ἀρκαδία / Arkadía, en grec moderne : Αρκαδία) est une région de la Grèce située au centre de la péninsule du Péloponnèse. Son relief est très montagneux, surtout au nord, et elle est baignée à l'est par la mer Égée. Tirant son nom du personnage mythologique Arcas, elle constitue également un district régional de la périphérie du Péloponnèse, dont la capitale est Tripoli.
Dans la mythologie grecque, la région était présentée comme la patrie du dieu Pan. Dans les arts au moment de la Renaissance, elle fut célébrée comme un pays dont la nature sauvage demeurait préservée et harmonieuse.

## Géographie
L’Iliade cite les toponymes suivants (II, 603-614) : Énispé « battue par les vents » ; Mantinée « la charmante » ; Orchomène « riche en troupeaux de moutons » ; Parrhasie ; Phénée ; Phères « bien bâtie », où a régné Dioclès dont le père Orsiloque naquit du fleuve Alphée ; Rhipé ; Stratié ; Stymphale ; Tégée.
Ses cours d'eau principaux sont l'Alphée, l'Érymanthe et le Ladon.

## Histoire

### Antiquité
Les Arcadiens étaient une population paléohellénique vivant dans la partie montagneuse du Péloponnèse. Ils étaient considérés comme les premiers habitants de la région dans les mythes antiques, comme ceux d'Arcas et de Lycaon. Leur ethnonyme provient vraisemblablement de la racine indo-européenne arkt soit « ours » (et qui est aussi à l'origine du mot « arctique » : « pays à ours »). Ses principales cités étaient Orchomène, Mantinée et Tégée.
L'Arcadie était un pays rural et pastoral sans poids majeur dans les relations entre cités grecques. Mantinée et Tégée ont été mêlées à l'expansion spartiate, principalement au Ve siècle av. J.-C. À l'inverse, au début du IVe siècle av. J.-C. l'Arcadie, s'alliant à Thèbes, fait partie de la coalition qui va vaincre Sparte pourtant alliée à Athènes et à Syracuse. Pendant longtemps l'Arcadie n'eut pas de gouvernement central mais plus tard, Sparte déclinant, Mégalopolis, bâtie vers 370 av. J.-C., devint la capitale de l'Arcadie.
Ce pays fut d'abord gouverné par des rois, entre autres : 
- Stymphalos
- Lycurgue
- Aristocrate II, à la suite duquel la royauté fut abolie, (671 av. J.-C.), car il avait trahi les Messéniens dont il était l'allié.

La royauté semble avoir perduré à Orchomène jusqu'au Ve siècle av. J.-C.
C'est d'Arcadie qu'est parti Évandre pour fonder une colonie en Italie méridionale, à proximité du mont Aventin.
Une Ligue arcadienne contre Sparte fut créée par Épaminondas au IVe siècle av. J.-C., qui rejoignit plus tard la Ligue achéenne, à laquelle elle donna l'un de ses plus fameux guerriers : Philopœmène.
L'Arcadie subit, après la prise de Corinthe en 146 av. J.-C., le sort du reste de la Grèce, et, lors de la division de l'Empire romain, fit partie de l'Empire romain d'Orient.

### Moyen Âge, époque moderne et époque contemporaine
Elle fut détachée de l'Empire, avec la Morée, à la suite de la quatrième croisade en 1204, et fut conquise en 1470 par les Ottomans, qui l'ont conservée (avec une interruption de 1699 à 1714 au profit des Vénitiens) jusqu'à l'insurrection de 1822, à la suite de laquelle elle fut intégrée dans le royaume de Grèce.

## Mythologie et arts

### Arcadie dans l'Antiquité
La légende fait naître Zeus en Crète (Hésiode) ou en Lydie (Eumélos), ou en Arcadie (Callimaque). Dans la version arcadienne, Zeus serait né sur le mont Lycée (« aux Loups »), en Arcadie, puis emmené à Lyctos, mais les Crétois affirmaient qu’il était né dans une grotte du mont Ida ou du mont Dicté.
Dans le Banquet de Platon, Socrate intervient à la fin pour exposer une thèse qu'il déclare tenir de Diotime, prêtresse arcadienne.
Dans les Métamorphoses d'Ovide (vers 163-243), Jupiter transforme le roi d'Arcadie Lycaon en loup pour le punir d'avoir tenté de lui servir un dîner de viande humaine : ce récit évoque peut-être le souvenir d'anciens sacrifices humains,.
Par la suite, l'Arcadie n'en est pas moins devenue peu à peu le symbole d'un âge d'or rempli d'idylles entre bergers et/ou bergers et bergères, un monde riant où les pastorales auraient constitué le principal divertissement musical. Ce mythe a influencé une partie non négligeable de la musique et des opéras baroques (« Il pastor fido » et ses avatars, par exemple).
Cette représentation de l'« âge d'or » s'enracine dans la poésie bucolique latine et hellénique, où l'Arcadie était représentée comme le pays du bonheur, le pays idéal. La poésie antique, comme Virgile dans Les Bucoliques ou Ovide dans Les Fastes, décrivait l'Arcadie comme un lieu primitif et idyllique peuplé de bergers vivant en harmonie avec la nature.

### Arcadie à la Renaissance
L'Arcadie est alors « un pays mythique, une terre de bergers où l'on vivait heureux d'amour et que beaucoup de poètes avaient chanté. » L'Académie de l'Arcadie fut fondée en 1690 à Rome.
Au XVIIe siècle fleurissent des Académies, en Italie d'abord avec la Camerata Fiorentina, puis partout en Europe. Les Académies rassemblent des savants et des experts choisis par le souverain. Eux seuls sont ainsi « habilités » à discuter solennellement des sujets de leur spécialité. Aussi naissent l'Académie des Arts, l'Académie des Sciences, l'Académie de Médecine, sous l'égide de personnalités ayant reçu le Privilège royal. En marge de ces lieux de débats officiels, les Arcadies se créent et, s'appuyant sur l'idéal démocratique des Anciens, proposent à tous les citoyens sans distinction de débattre des sujets jusqu'alors disputés dans les cercles privilégiés. Les Arcadies se sont également exportées en France, mais le régime royal étant plus sévère, elles durent être publiquement moins présentes. La tradition arcadienne fut ainsi reprise durant la Renaissance par de nombreux auteurs dans des domaines très variés (arts, société, etc.). Ce mouvement européen favorisa ensuite le développement des doctrines démocratiques du siècle des Lumières. La représentation de l'« âge d'or » arcadien a ainsi nourri le « libertinage intellectuel » des siècles qui précédèrent la Révolution française.

### Arts modernes

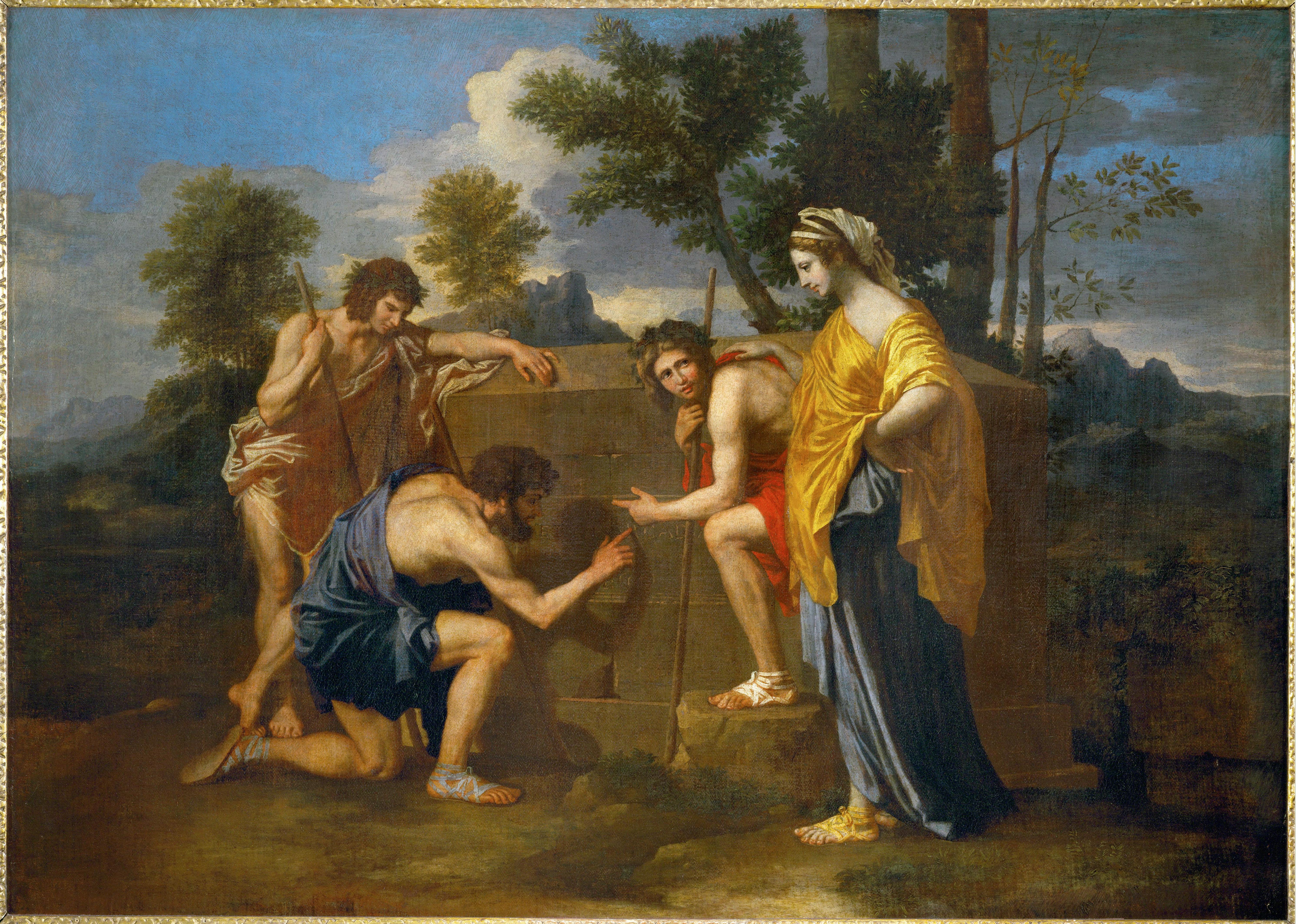
Et in Arcadia ego par Nicolas Poussin (1637-1638) Musée du Louvre.

Le tableau de Nicolas Poussin intitulé Et in Arcadia ego est à l'origine de toutes sortes de spéculations que l'on retrouve mêlées à l'affaire de l'abbé Saunière, curé de Rennes-le-Château, qui avait rapporté de son voyage à Paris une reproduction de ce tableau. On prétend entre autres, qu'un monument qui se trouvait dans la région proche (Arques) serait le modèle du tombeau représenté par Poussin,. Toutefois, ce « tombeau » a été construit en 1903 et ne peut avoir servi de modèle à un peintre du XVIIe siècle. Pour d'autres, il faudrait déchiffrer l'anagramme constituée par l'inscription Et in Arcadia ego qui y est inscrit, qui signifierait « Je sais où est le tombeau du Christ. »
De nos jours, l'Arcadie continue d'exercer une influence artistique. En 1974 le chanteur grec Demis Roussos enregistre une chanson dont le titre est Lovely Lady Of Arcadia (album My Only Fascination). Pete Doherty y fait de nombreuses références et l'imagine comme un lieu idyllique vers lequel son bateau Albion (vieux nom poétique de l'Angleterre) serait en train de voyager. C'est aussi un lieu utopique sans règles où, selon lui, il se pourrait bien que des cigarettes poussent aux arbres (chanson « Arcadie »).
Dans son roman, Les Derniers Jours de Paris (XO éditions), l'auteur Nicolas d'Estienne d'Orves imagine que les premiers habitants de ce qui sera Paris se sont repliés à la suite de l'invasion romaine en -52 av. J.-C. dans un monde souterrain et secret situé sous la ville actuelle de Paris. Ce monde parallèle est baptisé Arcadie, ses habitants les Arcadiens.
Dans son album Blue Banisters (2021), la chanteuse américaine Lana Del Rey fait figurer la chanson Arcadia, décrivant un amour illusoire dans une atmosphère douce et nostalgique. Elle y assimile la mythique Arcadie au Los Angeles moderne.
Le groupe de métal Sleep Token s’inspire également de cet endroit mythique dans son album Even in Arcadia (2025.) 

## Utilisations politiques et sociétales du nom Arcadie
Arcadie a été le nom d'une des premières associations homosexuelles (et de sa revue) en France (1954-1982). Pour des raisons liées à l'évocation de la retraite et du repos, Arcadie est également le nom de plusieurs établissements de repos, tels que maisons de retraite, etc.
La Nouvelle Arcadie est également une association née en 1997 qui a pour but d'instaurer les conditions véritables du débat démocratique en France. Ce mouvement souhaite renouveler un état d'esprit porteur d'un idéal de société. Les trois bateaux voguant vers l'Ouest du logotype de cette association de débats publics font référence à Christophe Colomb et à ses caravelles qui partirent en quête de terres inconnues et traduisent la nécessité que nous avons aujourd'hui de renouer avec ce goût de l'exploration, d'un nouveau monde.

## Sites archéologiques
- Théâtre et agora de Mégalopolis.
- Ancienne ville d'Orchomène.
- Temple d'Asclépios à Gortynie.

## Télévision
- Arkadiki Radiophonio Teleorassi

## Municipalités

Les dèmes (municipalités) d'Arcadie à la suite de la réforme Kallikratis (2010) : 1. Tripoli, 2. Cynourie-du-Nord, 3. Gortynie, 4. Cynourie-du-Sud 5. Mégalopolis

| Dème (municipalité) | Chef-lieu   | District municipal | YPES code | Chef-lieu     | Code postal |
| ------------------- | ----------- | ------------------ | --------- | ------------- | ----------- |
| 2. Cynourie du Nord | Ástros      | Cynourie du Nord   | 0503      | Astros        | 220 01      |
| 4. Cynourie du Sud  | Leonídio    | Kosmás             | 0511      | Kosmás        | 230 58      |
| 4. Cynourie du Sud  | Leonídio    | Leonídio           | 0514      | Leonídio      | 223 00      |
| 4. Cynourie du Sud  | Leonídio    | Tyrós              | 0501      | Tyrós         | 220 29      |
| 3. Gortynie         | Dimitsána   | Dimitsána          | 0506      | Dimitsana     | 220 07      |
| 3. Gortynie         | Dimitsána   | Iraía              | 0507      | Paloúmba      | 220 28      |
| 3. Gortynie         | Dimitsána   | Klítor             | 0508      | Mygdalia      | 220 14      |
| 3. Gortynie         | Dimitsána   | Kondovázena        | 0509      | Kondovázena   | 220 15      |
| 3. Gortynie         | Dimitsána   | Langádia           | 0512      | Langádia      | 220 03      |
| 3. Gortynie         | Dimitsána   | Trikóloni          | 0519      | Stemnítsa     | 220 24      |
| 3. Gortynie         | Dimitsána   | Tropaia (en)       | 0521      | Tropaia       | 220 08      |
| 3. Gortynie         | Dimitsána   | Vytína             | 0504      | Vytína        | 220 10      |
| 5. Mégalopolis      | Mégalopolis | Falesía            | 0522      | Leondári      | 220 21      |
| 5. Mégalopolis      | Mégalopolis | Gortynie           | 0505      | Karýtena      | 220 22      |
| 5. Mégalopolis      | Mégalopolis | Megalopolis        | 0516      | Mégalopolis   | 222 00      |
| 1. Tripoli          | Tripoli     | Fálanthos          | 0523      | Davia         | 221 00      |
| 1. Tripoli          | Tripoli     | Korýthio           | 0510      | Steno         | 221 00      |
| 1. Tripoli          | Tripoli     | Levídi             | 0513      | Levidi        | 220 02      |
| 1. Tripoli          | Tripoli     | Mantinée           | 0515      | Nestáni       | 220 05      |
| 1. Tripoli          | Tripoli     | Skirítida          | 0517      | Vlachokerasiá | 220 16      |
| 1. Tripoli          | Tripoli     | Tégée              | 0518      | Stádio        | 220 12      |
| 1. Tripoli          | Tripoli     | Tripoli            | 0520      | Tripoli       | 221 00      |
| 1. Tripoli          | Tripoli     | Valtetsi (en)      | 0502      | Aséa          | 220 27      |